# Jaume Mir Mas
Jaume Mir Mas   (Sant Sadurní d'Anoia, 25 de desembre de 1888 - Ixelles, 22 de gener de 1943) fou un espia català al servei de Bèlgica i del Regne Unit durant la Primera Guerra Mundial. Resident a Bèlgica des de 1909, participà en activitats clandestines i d'intel·ligència des de 1914 fins al 1916, quan fou detingut i processat. Fou condemnat a mort i, arran d'una mobilització diplomàtica atribuïda a Alfons XIII d'Espanya, li fou commutada la pena per treballs forçats a perpetuïtat. Fou alliberat després de l'Armistici.

## Biografia
Jaume Mir va néixer a Sant Sadurní d'Anoia, un vint-i-cinc de desembre del 1888, el seu pare era Casimir Mir, paleta de professió i la seva mare Olívia Mas.
El 1909 va emigrar a Bèlgica, on s'establí i és dedicar a la importació exportació de fruites i verdures entre Bèlgica i Holanda. Es va casar amb Jeanne Lories i va tenir dos fills Elisée i Agis.
L'any 1920 li fou concedida la medalla de l'Orde de Leopold, màxima condecoració belga per a un civil. El 1926 publicà les seves memòries com a implicat en l'espionatge de la Gran Guerra. Intervingué en l'acollida a Bèlgica dels encausats en els fets de Prats de Molló, un cop foren expulsats de França, i contribuí a impulsar el Casal Català de Brussel·les.
L'any 1936 fou nomenat delegat a Brussel·les del Comissariat de propaganda del Govern català, a les ordres de Jaume Miravitlles.
Va morir el 22 de gener de 1943 a Ixelles (Brussel·les), durant l'ocupació nazi de la ciutat.